# Каменецький Михайло Абрамович
Михайло Абрамович Камене́цький (рос. Михаил Абрамович Каменецкий; 1924–2006) — радянський і російський оператор та режисер об'ємно-лялькової мультиплікації. Заслужений діяч мистецтв Російської Федерації.

## Біографія
Михайло Каменецький народився 17 липня 1924 року в містечку Городище Київської губернії. Учасник німецько-радянської війни. З 28 травня 1944 року — старший фотограф польового Військторгу № 15.
У 1951 році Михайло Каменецький закінчив операторський факультет Всеросійського державного інституту кінематографії. До 1955 року працював оператором Свердловської кіностудії. А в 1955 році перейшов на кіностудію «Союзмультфільм», де знімав мультфільми режисерів Володимира Дегтярьова, Анатолія Карановича, Романа Качанова, Володимира Данилевича, Наталії Червінської та інших.
У 1965 році відбувся режисерський дебют Михайла Каменецького з мультфільмами «Ось які чудеса» та «Чиї в лісі шишки?», знятими в союзі з Іваном Уфимцевим. З 1965 по 1969 роки Михайло Каменецький поєднував операторську роботу з режисерською. З 1969 року працював самостійно.
Наприкінці 1990-х років виїхав і жив у Німеччині. Член АСІФА.
Михайло Каменецький помер 1 листопада 2006 року.

## Творчість
- 1956
  - Казка про попа і наймита його Балду — оператор
  - Чудовий колодязь — оператор
- 1957
  - Казка про Снігуроньку — оператор
  - Тиха пристань — оператор
- 1958 — Краса ненаглядна — оператор
- 1959
  - Повернувся служивий додому — оператор
  - Закоханих хмара — оператор
- 1960 — Кінець Чорної топи — оператор
- 1962
  - Баня — оператор
  - Хто сказав няв? — оператор
- 1963
  - Містер Твістер — оператор
  - Світлячок № 4. Наш олівець — оператор
  - Казка про старий кедр — оператор
- 1964
  - Альошині казки — оператор
  - Хто поїде на виставку? — оператор
  - Країна оркестр — оператор
- 1965
  - Ось які чудеса — оператор, режисер
  - Чиї в лісі шишки? — оператор, режисер
  - Країна оркестру — оператор
- 1966 — Автомобіль, любов і гірчиця — оператор, режисер
- 1967 — Ну і Рижик! — оператор, режисер
- 1968 — Обережно, щука! — оператор, режисер
- 1969
  - Жадібний Кузя — оператор, режисер
  - Золотий хлопчик — оператор
- 1970 — Бобри йдуть по сліду — оператор, режисер
- 1971
  - Снігові люди — режисер
  - Як ослик щастя шукав — оператор
  - Хлопчик і м'ячик — оператор
- 1972
  - Заповітна мрія — режисер, оператор
  - Новорічна казка — оператор
- 1973
  - Митя та Мікробус — режисер, оператор
  - Айболить і Бармалей — оператор
- 1974
  - Все навпаки — режисер
  - Федорине горе — оператор
- 1975
  - Новорічний вітер — режисер, оператор
  - Поступитеся мені дорогу — режисер
- 1976 — Будь здоровий, зелений гаю! — режисер
- 1977 — Найменший гном (Випуск 1) — режисер
- 1978 — Чудеса серед білого дня — режисер, оператор
- 1979 —
  - Останні чарівники — режисер, оператор
  - З кого брати приклад — режисер, оператор
- 1980 — Найменший гном (Випуск 2) — режисер
- 1981 — Найменший гном (Випуск 3) — режисер
- 1982 — Боцман і папуга (випуск 1) — режисер
- 1983 — Боцман і папуга (випуск 2) — режисер
- 1984 —
  - Найменший гном (випуск 4) — режисер
  - Вовк і теля — режисер
- 1985 —
  - Боцман і папуга (Випуск 3) — режисер
  - Боцман і папуга (Випуск 4) — режисер
- 1986 — Боцман і папуга (випуск 5) — режисер
- 1987 —
  - Зникач (рос. Исчезатель) — режисер
  - Зустріч зі сніговиком — режисер
- 1988 — Карпуша — режисер
- 1989 — Мета — режисер
- 1990 — Їжачок має бути колючим? — режисер
- 1991 — На чорний день — режисер
- 1992 — Шарман, Шарман! — режисер
- 1993 — Мурашиний їжачок — режисер
- 1994 — Шарман, Шарман!-2 — режисер
- 1995 — Шарман, Шарман!-3 — режисер

## Нагороди
- орден Вітчизняної війни I ступеня (6.4.1985)
- медаль «За бойові заслуги» (8.6.1945)
- «Чиї в лісі шишки?» — Приз I МКФ в Мамайі, Румунія, 1966;
- «Найменший гном» — «Срібна премія» МКФ у Оденсе, Данія, 1979;
- «Вовк і теля»:
  - 1-й приз «Срібний слон» на МКФ в Бангалорі, Індія, 1985,
  - 1-й приз МФАК в Загребі, Югославія, 1986;
  - 1-й приз МКФ в Буенос-Айресі, Аргентина, 1987[2]